# Balanceakt (2019)
Balanceakt ist ein österreichisch-deutscher Fernsehfilm aus dem Jahr 2019 von Vivian Naefe mit Julia Koschitz, Franziska Weisz, David Rott und Jeremy Miliker. Die Erstausstrahlung des Familiendramas erfolgte am 29. Mai 2019 anlässlich des Welt-Multiple-Sklerose-Tages im ORF. Im ZDF wurde der Film erstmals am 26. August 2019 gezeigt.

## Handlung
Marie ist eine gefragte Architektin, die in einer glücklichen Beziehung mit Axel lebt, mit dem sie den gemeinsamen sechsjährigen Sohn Luis großzieht. Sie steht mitten im Leben, ist es gewohnt zu organisieren und zu planen, zu funktionieren und beruflich wie privat alles unter Kontrolle zu haben. Bereits in jungen Jahren musste sie Verantwortung für ihre jüngere und chaotische Schwester Kerstin übernehmen. Ihre Eltern waren immer stolz auf die ältere Marie, während die jüngere Kerstin das Sorgenkind der Familie war.
Das ändert sich, als Marie eines Tages die Diagnose Multiple Sklerose erhält. Ständig droht ein nächster Schub, dessen Zeitpunkt und Symptome sich nicht voraussagen lassen. Klar ist nur, dass die Krankheit unheilbar ist. Mit der Diagnose ändern sich die Verhältnisse in der Familie, jetzt ist es Marie, die den Eltern Sorgen macht. Während sich ihr Vater Otto zurückzieht, reagiert ihre Mutter Edith mit übertriebener Fürsorge. Auch die eigentlich liebevolle Rücksichtnahme von Axel verletzt sie, weil sie befürchtet, dass er in ihr nicht mehr die geliebte Frau sieht, sondern nur mehr die Kranke. Und ihrem sechsjährigen Sohn kann sie nur schwer erklären, dass sie nicht mehr wie bisher mit ihm klettern kann und ständig müde ist.
Den Beruf, der sie sehr erfüllt hatte, kann Marie ebenfalls nicht mehr wie gewohnt ausüben. Dinge des täglichen Lebens werden zu einer Herausforderung, der Alltag zu einem Balanceakt. In dieser schwierigen Zeit steht ihr ausgerechnet ihre chaotische Schwester Kerstin zur Seite. Marie entdeckt neue Seiten an sich und ihrer Schwester, und langsam schafft sie es, die Krankheit als Teil ihres Lebens anzunehmen.

## Produktion
Die Dreharbeiten fanden vom 31. August bis zum 2. Oktober 2017 in Wien und Umgebung statt.
Produziert wurde der Film von der österreichischen Mona Film und der deutschen Tivoli Film der österreichischen Produzenten Thomas Hroch und Gerald Podgornig, beteiligt waren der Österreichische Rundfunk und das ZDF, unterstützt wurde die Produktion vom Filmfonds Wien und vom Fernsehfonds Austria.
Für den Ton zeichnete Hjalti Bager-Jonathansson verantwortlich, für das Szenenbild Florian Reichmann, für die Kostüme Christoph Birkner und für die Maske Daniela Skala.

## Musik
- Lisa Bassenge & The J-Chestra: Perhaps, perhaps, perhaps[4]
- Nina Simone: I’m Going Back Home
- Agnostic Front: My Life, My Way

## Rezeption
Wilfried Geldner schrieb im Weser Kurier: „Wie in Johannes Fabricks preisgekürtem Film Der letzte schöne Tag (2011) läuft Julia Koschitz auch hier zur Höchstform auf, scheinbar unvermittelt lösen sich Phasen des Trotzes oder gar der Wut mit der Sehnsucht nach Verständnis und Liebe ab. Geschickt wird vergehende Zeit durchschritten, das schwere Loslassen im beruflichen Alltag verständlich gemacht. [...] Der Autorin Agnes Pluch gelang es, mit leichter Hand das allmähliche Fortschreiten der Krankheit und die daraus entstehenden Partner- und Familienkonflikte miteinander zu verweben.“
Tilmann P. Gangloff befand bei tittelbach.tv, dass der Titel in jeder Hinsicht zutreffend sei. Julia Koschitz verkörpere die Hauptfigur, die den schwierigen Ausgleich finden müsse, äußerst glaubwürdig. Als gelungenen Balanceakt erweise sich auch das Drehbuch von Agnes Pluch und die Umsetzung durch Vivian Naefe, das Drama habe allem tragischen Potenzial zum Trotz immer wieder verblüffend heitere Momente. „Das ist umso bemerkenswerter, weil die Regisseurin das Angebot, diesen Film zu drehen, als schicksalshaft bezeichnet: Ihre eigene Mutter hatte ebenfalls MS; sie ist an den Folgen der Krankheit gestorben, als Naefe acht Jahre alt war.“
In Deutschland sahen den Film bei Erstausstrahlung im ZDF 3,85 Millionen Personen, der Marktanteil betrug 14,5 Prozent.

## Auszeichnungen und Nominierungen
Romyverleihung 2020
- Nominierung in der Kategorie Beste Regie TV-Fiction (Vivian Naefe)[11]
- Auszeichnung in der Kategorie Bestes Buch TV-Fiction (Agnes Pluch)[12]

52. Fernsehpreis der Österreichischen Erwachsenenbildung
- Nominierung in der Kategorie Fernsehfilm (Vivian Naefe, Regie; Agnes Pluch, Autorin; Sabine Weber, ORF-Redaktion)[13]